# Église Saint-Maurice de Gonsans
Pour les articles homonymes, voir Église Saint-Maurice et Saint-Maurice.
L’église Saint-Maurice de Gonsans est une église située à Gonsans dans le département français du Doubs.

## Histoire
Une église préexistante est mentionnée dès 1138. L'église est reconstruite en 1724 et est consacrée 1776 par Monseigneur Jouffroy-Gonsans, évêque de Gap.
De 1869 à 1872, l'intérieur est entièrement recouvert d'un décor peint
L'église Saint-Maurice est inscrite au titre des monuments historiques depuis le 3 août 2009.

## Rattachement
L'église fait partie de la paroisse de Bouclans (dite paroisse du Plateau de Boulcans) qui est rattachée au diocèse de Besançon.

## Architecture

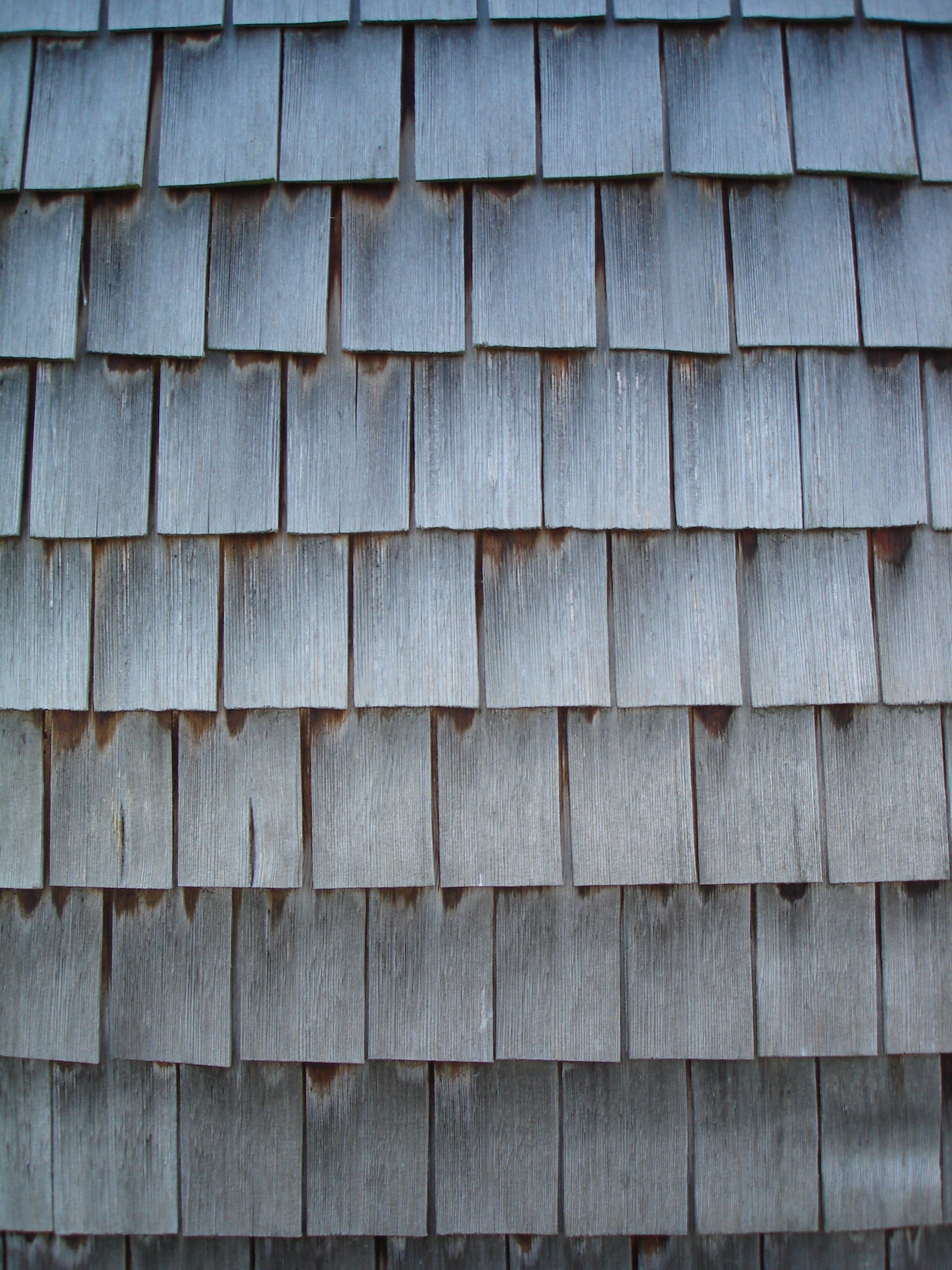
Détail des tavaillons des façades.

L'église possède un clocher-porche surmonté d'un dôme à impériale (dôme galbé franc-comtois). Les façades est et sud du clocher sont recouvertes de tavaillons, des planches de bois utilisées pour protéger la façade des intempéries.
L'église est composée d'un seul vaisseau se terminant par une abside composée de pans. La nef est voûtée d'arêtes reposant sur des piliers toscans. Elle possède également quatre chapelles latérales.

## Intérieur
Le décor peint intérieur de 1872 est composé d'éléments décoratifs qui délimitent les surfaces et mettent en valeur les structures, et d'éléments figurés représentants Saint-Maurice, trois saints, quatre scènes de la vie de la Vierge.

## Mobilier
L'église Saint-Maurice possède un mobilier remarquable dont certains éléments sont protégés au titre objet des monuments historiques :
- le retable en pierre datant du XVIe siècle. Long de deux mètres, il est sculpté dans un style gothique flamboyant et représente le Christ en croix entre les deux larons, la vierge Marie et les apôtres[4]. Ce retable est classé à titre objet au titre des monuments historiques depuis le 5 décembre 1908[5] ;
- une Vierge de piété en pierre polychrome datant du XVIe siècle classée à titre objet au titre des monuments historiques depuis le 10 mai 1928[6] ;
- une statue équestre de Saint-Georges en pierre polychrome datant du XVIe siècle classée à titre objet au titre des monuments historiques depuis le 10 mai 1928[7] ;
- les fonts baptismaux et leur retable en bois taillé et doré datant du XVIIIe siècle classés à titre objet au titre des monuments historiques depuis le 3 octobre 1988[8]